# Спрезиано
Спрезиано (итал. Spresiano) — коммуна в Италии, располагается в провинции Тревизо области Венеция.
Население составляет 10 155 человек (на 2004 г.), плотность населения составляет 371 чел./км². Занимает площадь 25 км². Почтовый индекс — 31027. Телефонный код — 0422.
Покровительницей коммуны почитается Пресвятая Богородица (Madonna del Rosario), празднование в первый понедельник октября.